# 大津 (横須賀市)

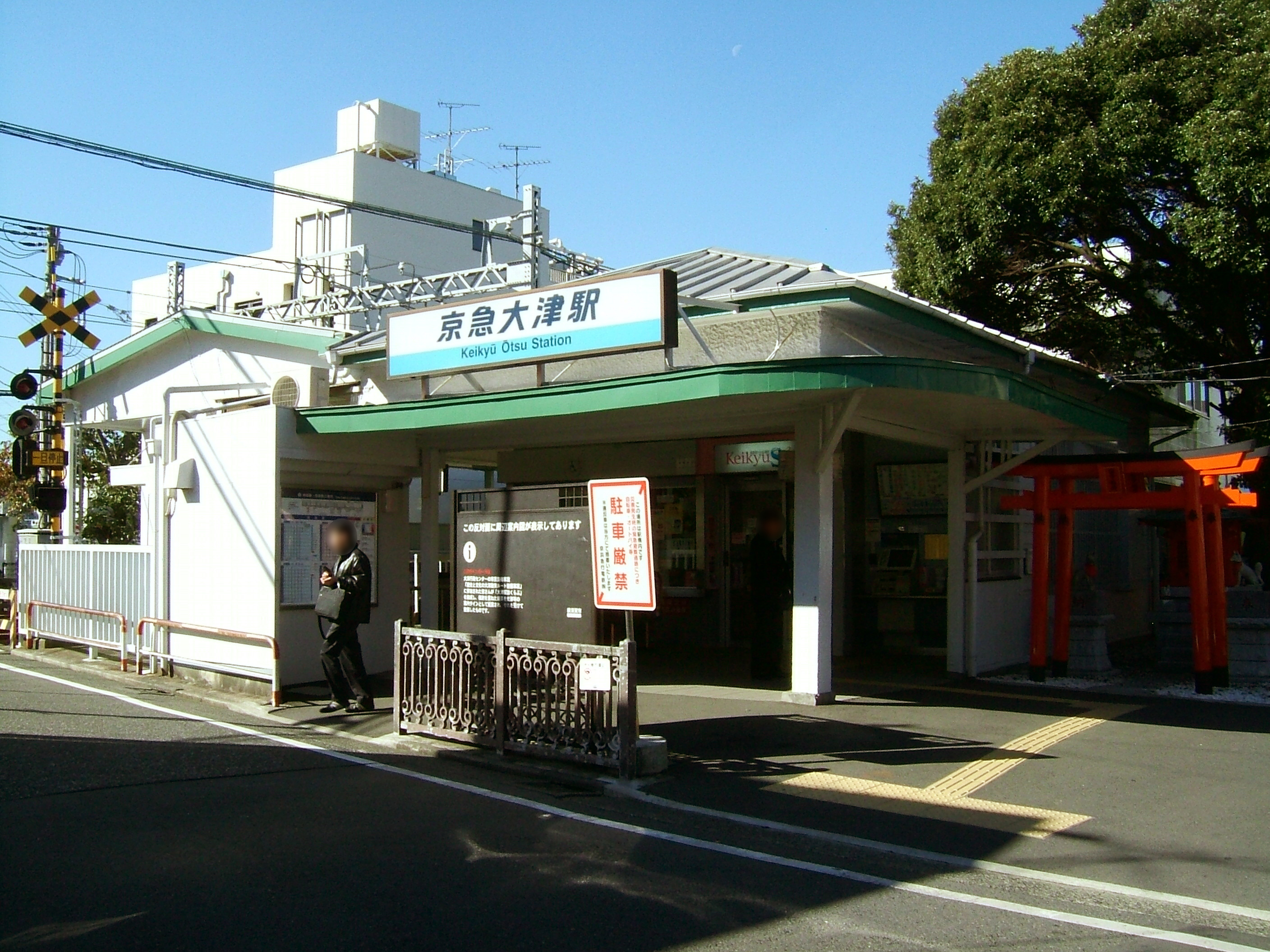
京急大津駅

大津（おおつ）は、神奈川県横須賀市の東部にある地名。北は東京湾に面し、東は浦賀、南は久里浜に接する。狭義では、横須賀市大津町のことを指すが、ここでは広義の大津（横須賀市大津行政センターの担当地域を指す）について解説する。

## 概要
地域全体の人口は39,566人、面積は5.966km2。広義の大津に属するのは池田町、大津町、桜が丘、根岸町、走水、馬堀海岸、馬堀町の7地域である。
幕末には大津陣屋が、明治から敗戦期までは陸軍重砲兵学校などの旧日本軍の施設が多く立地していた。一方で馬堀海岸が埋め立てられる前は海水浴場が所在しその周りには「大津館」などの観光施設や別荘がある観光地でもあった。戦後は丘陵部は山の上まで海岸部は埋立地まで住宅地が造成されたが、現在も旧海軍の馬門山墓地や東京湾要塞の跡などが確認できる。なお根岸町は駅名から通称「北久里浜」と呼ばれている。駅前を中心に商店街やロードサイド店舗が点在し丘陵部には住宅が立ち並んでいる。

## 面積・人口
下表は2014年10月1日時点での情報である。
|          | 面積  | 人口   | 人口密度 | 郵便番号 |
| -------- | ----- | ------ | -------- | -------- |
| 根岸町   | 0.924 | 9,100  | 9,848    | 239-0807 |
| 大津町   | 0.854 | 6,982  | 8,176    | 239-0808 |
| 馬堀海岸 | 0.600 | 4,918  | 8,197    | 239-0801 |
| 走水     | 1.221 | 3,777  | 3,093    | 239-0811 |
| 馬堀町   | 0.754 | 4,021  | 5,333    | 239-0802 |
| 桜が丘   | 0.443 | 4,212  | 9,508    | 239-0803 |
| 池田町   | 1.161 | 10,447 | 8,998    | 239-0806 |
| 計       | 5.957 | 43,457 |          |          |

注釈
1. ↑  単位はkm2 住民基本台帳登載人口 (b) 町丁目別人口 - 横須賀市
2. ↑  単位は人
3. ↑  単位は人/km2

## 大津にある施設、名所
- 京急本線 京急大津駅 - 馬堀海岸駅
- 京急久里浜線 新大津駅 - 北久里浜駅
- 国道16号
- 神奈川県道209号観音崎環状線
- 横須賀市役所大津行政センター
- 防衛大学校
- 神奈川県立横須賀大津高等学校
- 横須賀市立大津中学校
- 横須賀市立馬堀中学校
- 横須賀市立大津小学校
- 横須賀市立馬堀小学校
- 横須賀市立望洋小学校
- 横須賀市立走水小学校
- 横須賀馬堀海岸郵便局
- 湘南信用金庫馬堀支店
- 横浜銀行馬堀支店
- 西友馬堀店
- 馬堀商栄会
- 大津グリーン商店会
- 北久里浜商店街振興組合

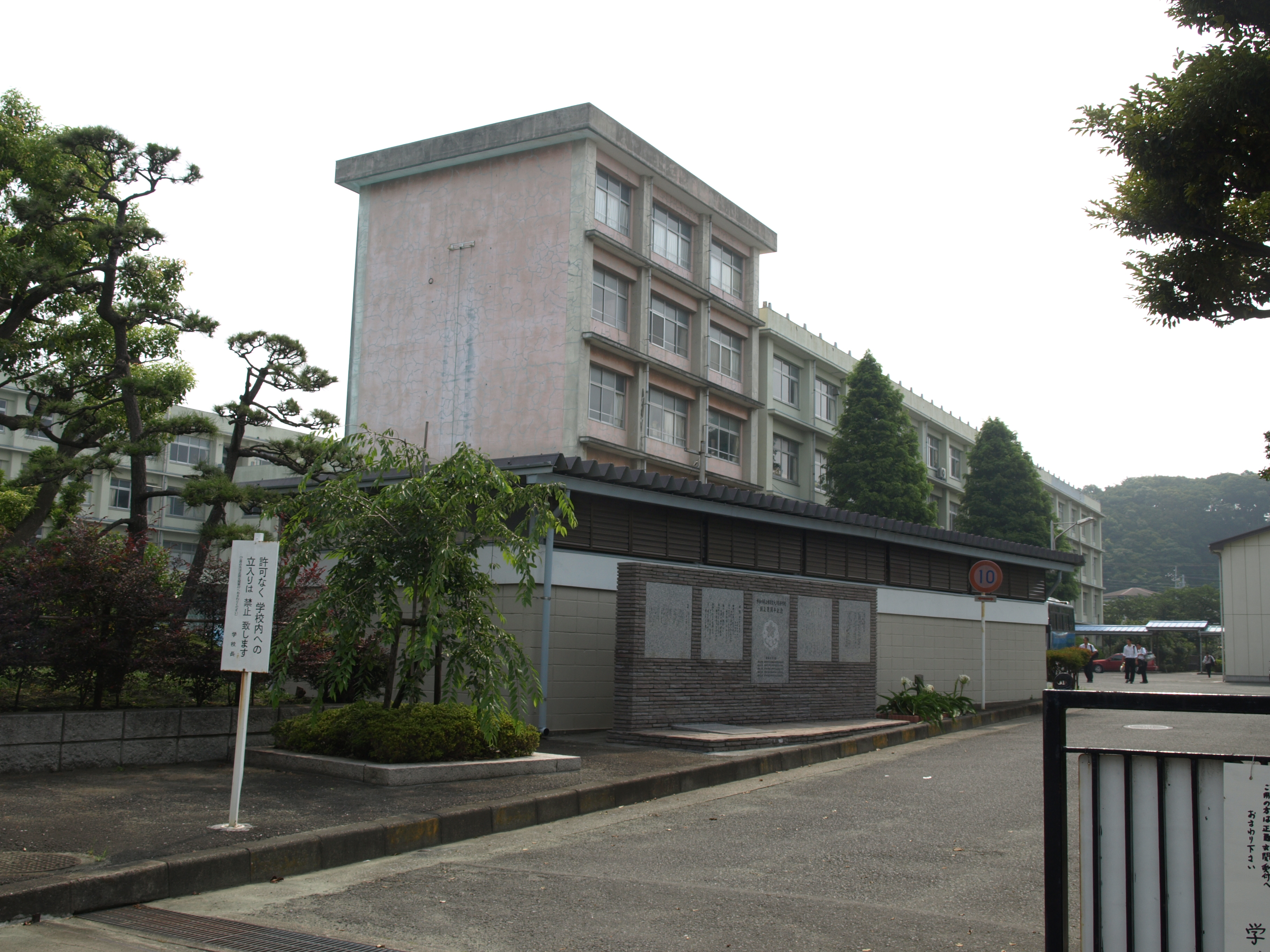
神奈川県立横須賀大津高等学校

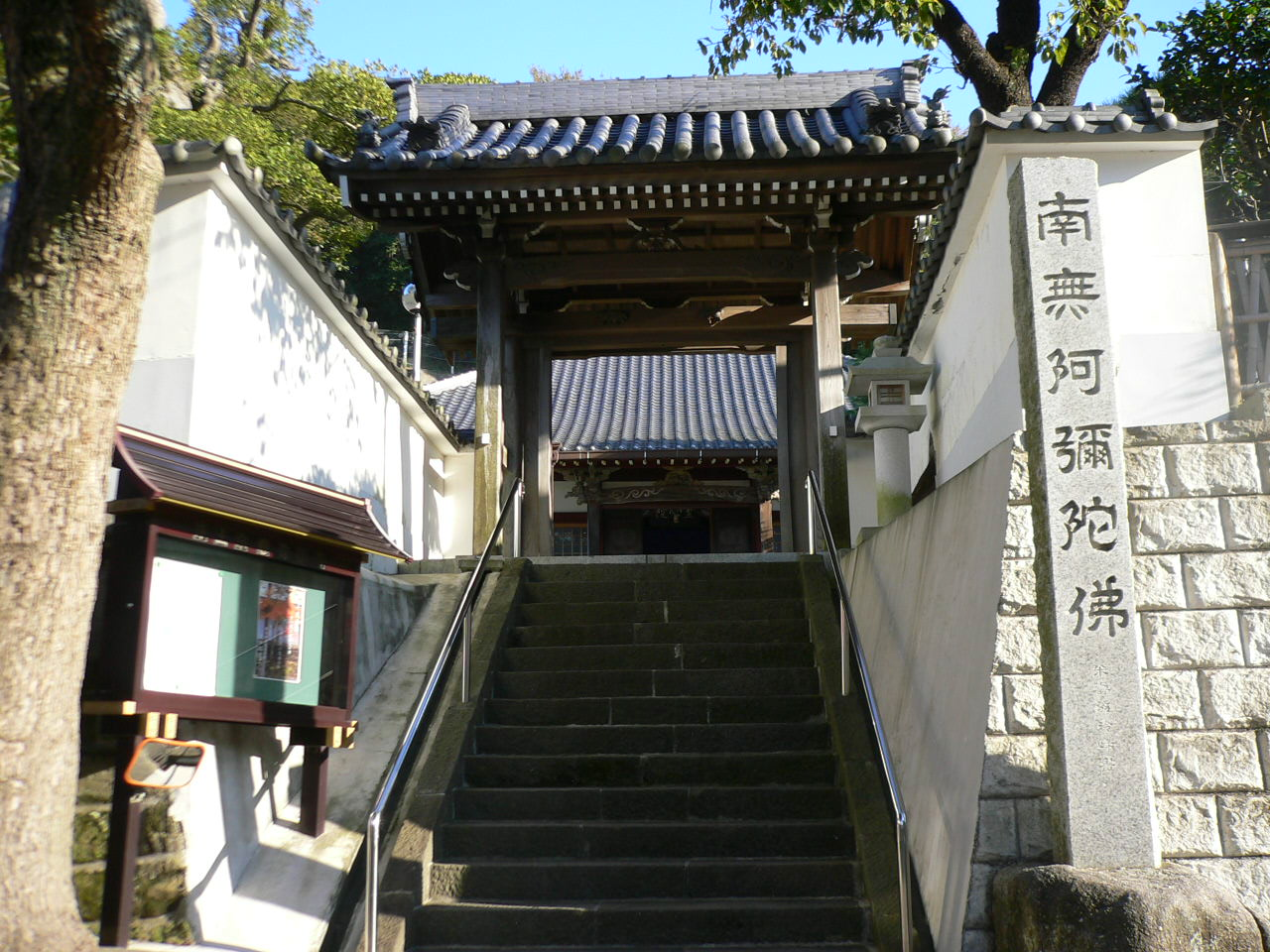
信楽寺の山門

- 信楽寺 - 坂本龍馬の妻、楢崎龍の墓がある。
- 馬頭観音
- 馬堀自然教育園
- 走水港
- 走水神社
- 大津漁港

- 大津諏訪神社

## ゆかりの人物
- 楢崎龍
- 菊池寛（大津に一時在住した作家）